# Liste des chefs de la maison de Wettin
Cette page liste les chefs de la maison de Wettin de l'an 615 à nos jours. Bien que cette maison ne se nomme Wettin que depuis le Xe siècle, la noblesse de ses membres se transmet depuis le VIIe siècle. Les différents titres évoqués dans cet article sont cumulables. 

## Comtes de Thurgovie (636-894)
- Guérin II de Thurgovie
- Isembard
- Onfroy de Thurgovie

Blason du canton de Thurgovie.

- Adalbert Ier de Thurgovie
- Albert II

## Ducs de Souabe (909-973)

Blason du duché de Souabe.

- Burchard Ier de Souabe
- Erchanger Ier de Souabe
- Burchard II de Souabe
- Hermann Ier de Souabe
- Liudolf de Souabe
- Burchard III de Souabe

## Comtes de Wettin (973-1032)
- Thierry Ier de Liesgau
- Dedo Ier
- Thierry Ier de Lusace

## Margraves de Lusace(1032-1307)

Armoiries de Basse-Lusace.

- Thierry Ier de Lusace
- Dedo II
- Henri Ier de Misnie
- Henri II de Misnie
- Henri III de Misnie
- Albert II le Dégénéré
- Thierry IV de Lusace

## Landgraves de Thuringe(1037-1445)

Armoiries du Landgraviat de Thuringe.

- Frédéric Ier le Mordu
- Frédéric II le Sérieux
- Frédéric III le Sévère
- Guillaume Ier le Borgne
- Balthazar de Thuringe
- Frédéric IV le Pacifique
- Frédéric V le Bon

## Électeurs de Saxe (1423- 1547)

Blason du duché de Saxe.

- Frédéric Ier de Saxe
- Frédéric II de Saxe
- Ernest de Saxe
- Frédéric III de Saxe
- Jean Ier de Saxe
- Jean-Frédéric Ier de Saxe

## Ducs de Saxe(1547-1918)
- Jean-Frédéric Ier de Saxe
- Jean-Guillaume de Saxe-Weimar
- Jean II de Saxe-Weimar
- Ernest Ier de Saxe-Gotha
- Jean-Ernest de Saxe-Saalfeld
- François-Josias de Saxe-Cobourg-Saalfeld
- Ernest Frédéric de Saxe-Cobourg-Saalfeld
- François de Saxe-Cobourg-Saalfeld (père de Léopold Ier, roi des Belges et prince de Grèce, grand-père de Ferdinand II, roi du Portugal et de Ferdinand Ier, roi des Bulgares)
- Ernest Ier de Saxe-Cobourg et Gotha (grand-père d'Édouard VII, roi du Royaume-Uni)
- Ernest II de Saxe-Cobourg et Gotha
- Alfred Ier de Saxe-Cobourg et Gotha
- Charles-Édouard de Saxe-Cobourg et Gotha

## Princes héritiers de Saxe (depuis 1918)
- Jean-Léopold de Saxe-Cobourg et Gotha
- Ernest-Léopold de Saxe-Cobourg et Gotha
- Hubertus de Saxe-Cobourg et Gotha